# Písek (okres Frýdek-Místek)
Obec Písek (v místním nářečí, polsky a německy Piosek) se nachází v okrese Frýdek-Místek v Moravskoslezském kraji. Rozkládá se v Jablunkovské brázdě podél pravého břehu řeky Olše zhruba 3 km jihovýchodně od města Jablunkov. Je rozdělen do několika místních části např. Folwark. Údolí lemují po severní (pravé) straně Slezské Beskydy s horou Ostrá (722 m); na straně jižní se zvedá Jablunkovské mezihoří s vrcholem Girova (840 m). Žije zde přibližně 1 900 obyvatel. Značnou část obyvatel obce tvoří polská národnostní menšina.
Ve vzdálenosti 15 km severozápadně leží město Třinec, 24 km severozápadně město Český Těšín, 32 km západně město Frýdlant nad Ostravicí a 35 km západně město Frýdek-Místek.

## Historie
Počátky Písku sahají do 15. století, kdy byla obec založena při fojtství,  jehož majitelem byl Matěj Grazycz. První zmínka o ní pochází z roku 1466 a týká se prodeje tohoto sídla Janczovi, který byl druhým fojtem. Prodej potvrdil o pět let později těšínský kníže Václav I. V prvním urbáři z roku 1577 je zmíněno 11 osadníků. Dle stejného urbáře písecký fojt Jan Kurek předal pro stáří fojtství svým dvěma synům – Mackovi (Matějovi) a Janovi. Časem Jan prodal svou část bratru Matějovi. Svobodné písecké fojtství přestalo existovat v roce 1635, kdy následník Matěje Adam Kurek fojtství prodal  těšínské kněžně Alžbětě Lukrecii. Od 2. poloviny 17. století byli fojtové dosazováni vrchností a obec spravovali vždy ze svého domu, takže historická budova fojtství, jak tomu bývá v jiných obcích, se zde nedochovala.
Obec, která se nachází na periferii, se rozvíjela pomalu – v polovině  17. století měla 11 vlastníků půdy a 15 hospodářských usedlostí. Lidé žili ze zemědělství a řemesel. Byl zde mlýn a pila (1650) a válcovací stolice pro válcování plátna z Valašska 1659). Tato stolice fungovala až do konce 19. století. K oživení došlo až na konci 18. století a po zprovoznění Košicko-bohumínské dráhy, kdy začala přes Písek doprava dřeva z Koňákova a Javořinky na pilu v Návsí. V roce 1874 byla v Písku zřízena zděná polská lidová škola a další škola v osadě Baginec. Podle rakouského sčítání lidu v roce 1910 žilo v Písku 1036 lidí, z toho 1010 (99,1%) Poláků a 0,9% Němců.

## Obyvatelstvo

Věková struktura obyvatel obce Písek roku 2011

## Církve a náboženské společnosti
Většina obyvatel Písku se hlásí k římskokatolické církvi. Katolíci přísluší k farnosti v Jablunkově a k jejich bohoslužbám v Písku slouží filiální kostel Božího milosrdenství.
Druhou nejpočetnější náboženskou skupinu představují členové Slezské církve evangelické augsburského vyznání, kteří jsou od roku 2009 sdružení ve farním sboru se sídlem v Písku, kde mají i kostel. Písečtí evangelíci příslušeli v letech 1791–2009 k evangelickému sboru v Návsí. V roce 2010 byl v Písku vysvěcen nový evangelický kostel.

## Pamětihodnosti
- Přírodní rezervace Plenisko

## Galerie

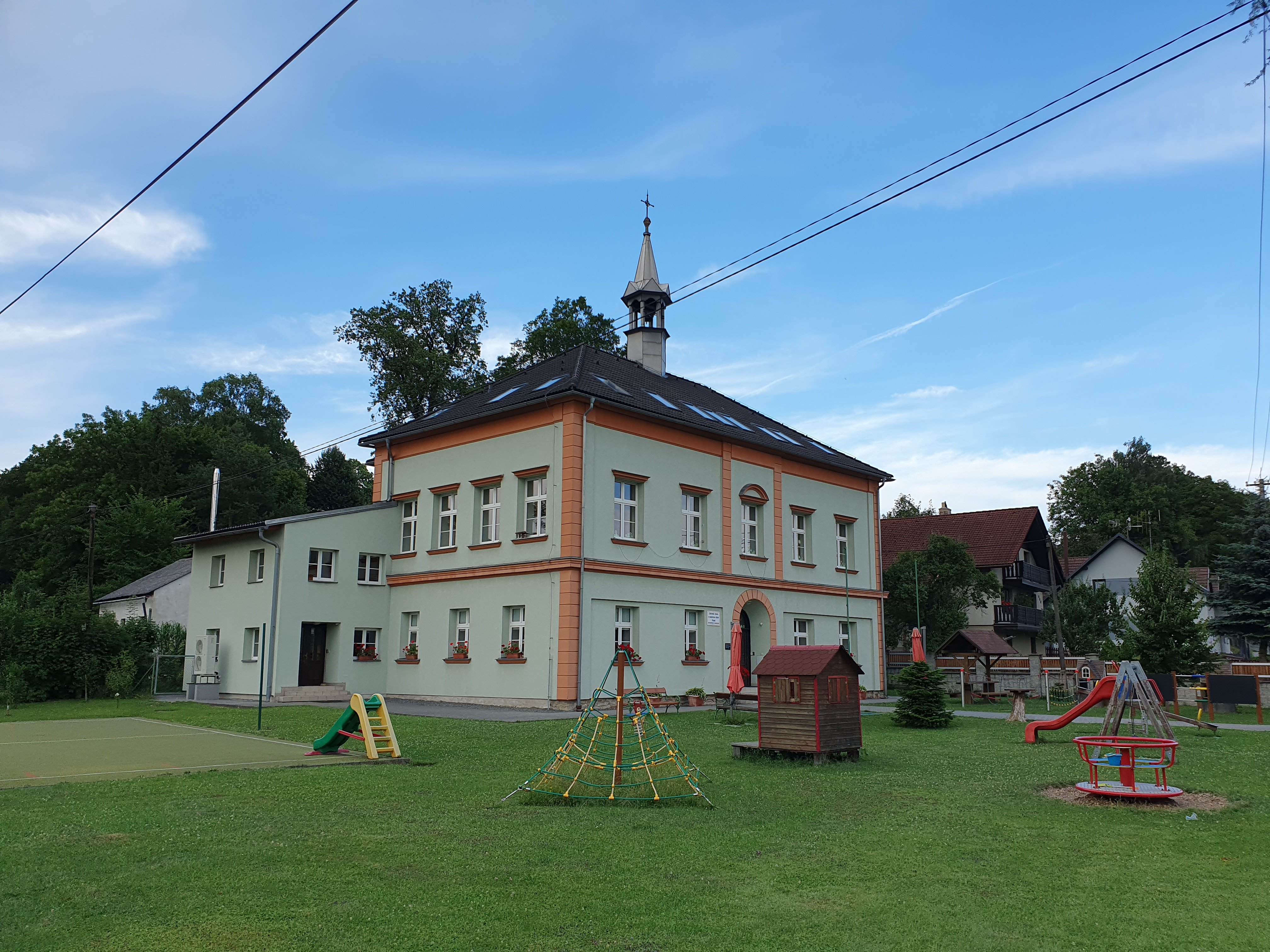
Budova základní a mateřské školy
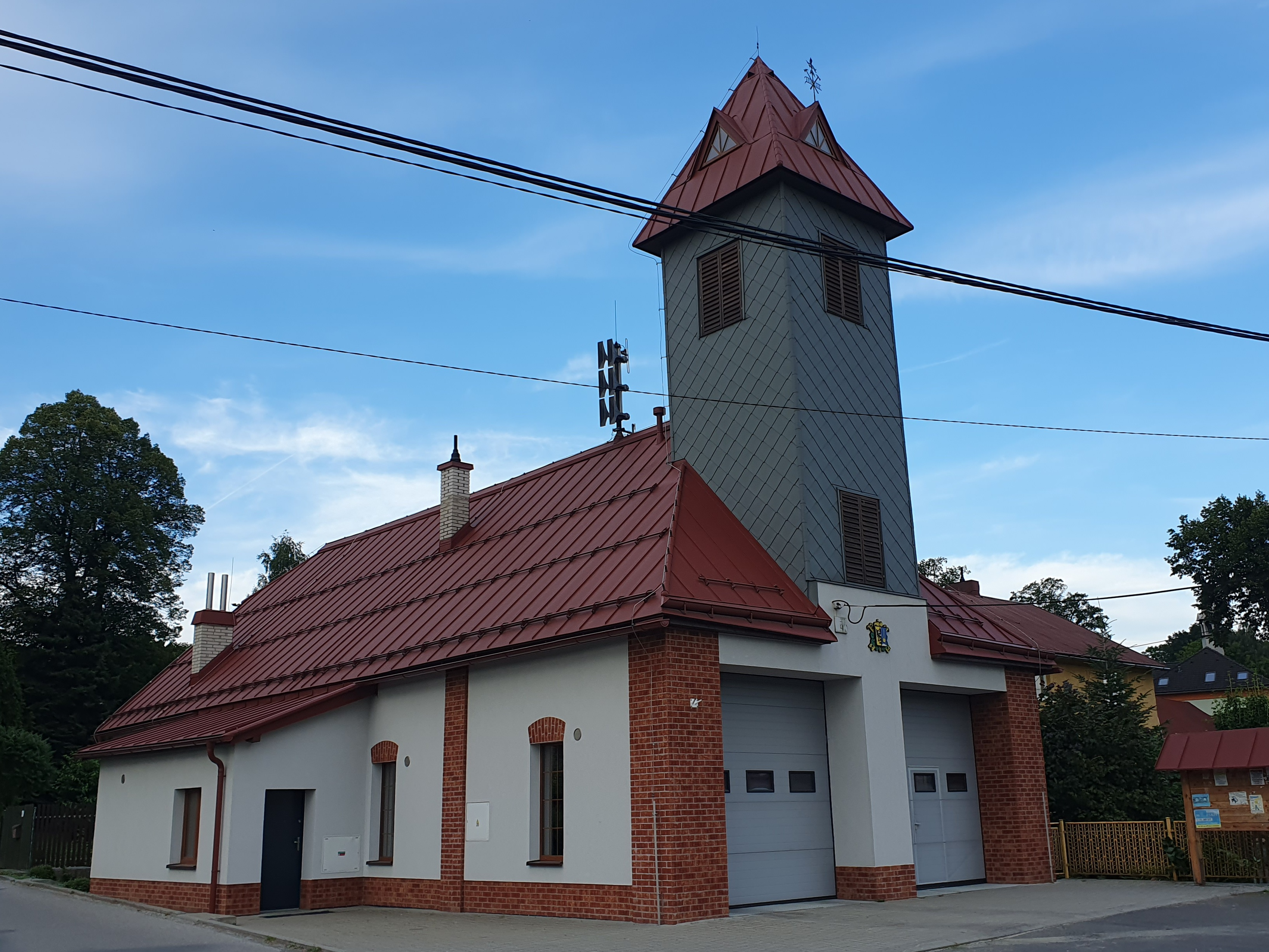
Hasičská zbrojnice
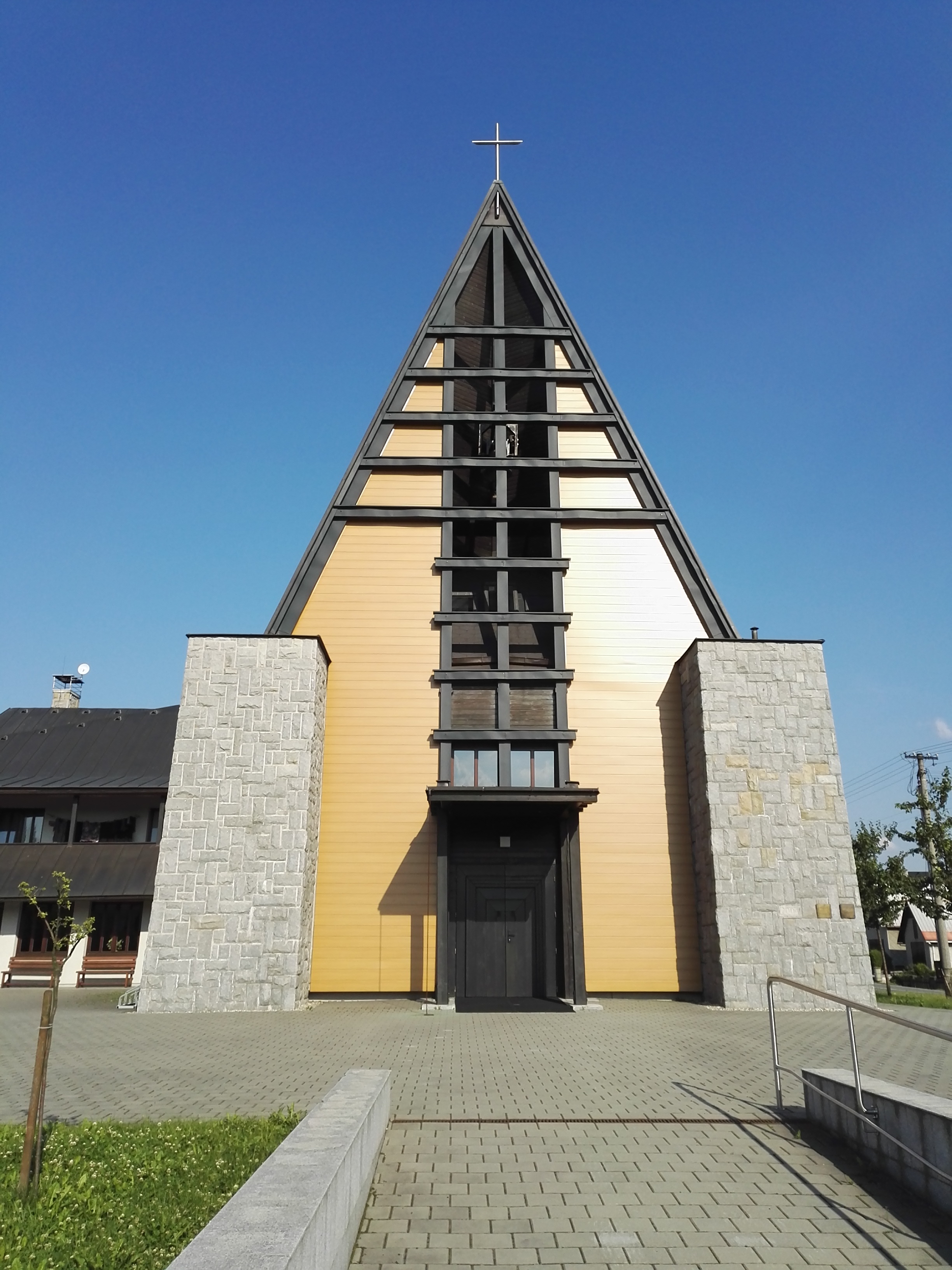
Průčelí evangelického kostela